# 김춘호
김춘호(1916년 8월 23일~2001년 4월 5일)은 대한민국의 정치인이다. 제3대 국회의원을 지냈다.

## 역대 선거 결과
|  | 33.56% |

|  | 24.41% |

|  | 24.65% |